# Шоссе 45 (Израиль)
Шоссе 45 (ивр. כביש 45‎ , англ. Highway 45) — планируемое израильское шоссе, согласно генерального плана строительства Иерусалима, которое должно стать основной подъездной дорогой к столице Израиля..

## История
Впервые идея этого шоссе появилась в семидесятые годы, когда единственной подъездной дорогой к Иерусалиму с запада было шоссе 1. Шоссе 1 было тогда устаревшим, изношенным, с крутыми поворотами. Поэтому была нужна новая дорога, быстрая и качественная, которая станет главным въездом в столицу со стороны Иудейской низменности. В семидесятые годы было проведено детальное планирование дороги, и в начале восьмидесятых годов, правительство объявило его как проект с «национальным приоритетом».
Проектирование и асфальтирование дорожного покрытия критиковали много и часто, утверждая, что дорога строится без необходимого учета того, что параллельно ей проходит шоссе 443. Эта критика усилилась после того, как стало ясно, что шоссе 45 будет проходить через участки с заповедными пейзажами.

## Основные положения
Шоссе должно начинаться на развязке Бен-Шемен, откуда оно будет продолжено на восток через Модиин-Маккабим-Реут и Гиват-Зеев до Атарот, откуда оно будет соединено с Иерусалимом через шоссе 404. В будущем шоссе должно также продолжиться на восток, и через Иерихон и Иорданию дойдет до Аммана.
На большом протяжении шоссе 45 пройдет по палестинским спорным территориям, что вызывает многочисленные споры как в израильском, так и в палестинском обществе.
Шоссе 45 планируется трехполосным по всей своей длине, с разделением встречных полос. Ширина шоссе будет около 16 метров . Примерная стоимость постройки шоссе оценивается в 1.2 миллиарда шекелей.
На текущий момент открыта только часть шоссе длиной в 3 километра, которая соединяет шоссе 443 на перекрёстке Гиват-Зеев с шоссе 404.

## Перекрёсткииразвязки
| Километр | Название                                      | Тип | Расположение | Пересечение дорог       |
| -------- | --------------------------------------------- | --- | ------------ | ----------------------- |
| 0        | ивр. צומת גבעת זאב‎ (Перекрёсток Гиват-Зеев)   |     | Гиват-Зеев   | / Шоссе 443 / Шоссе 436 |
| 3        | ивр. צומת מחנה עופר‎ (Перекрёсток Махане-Офер) |     | Махане-Офер  | Шоссе 404               |